# Hekatomnos

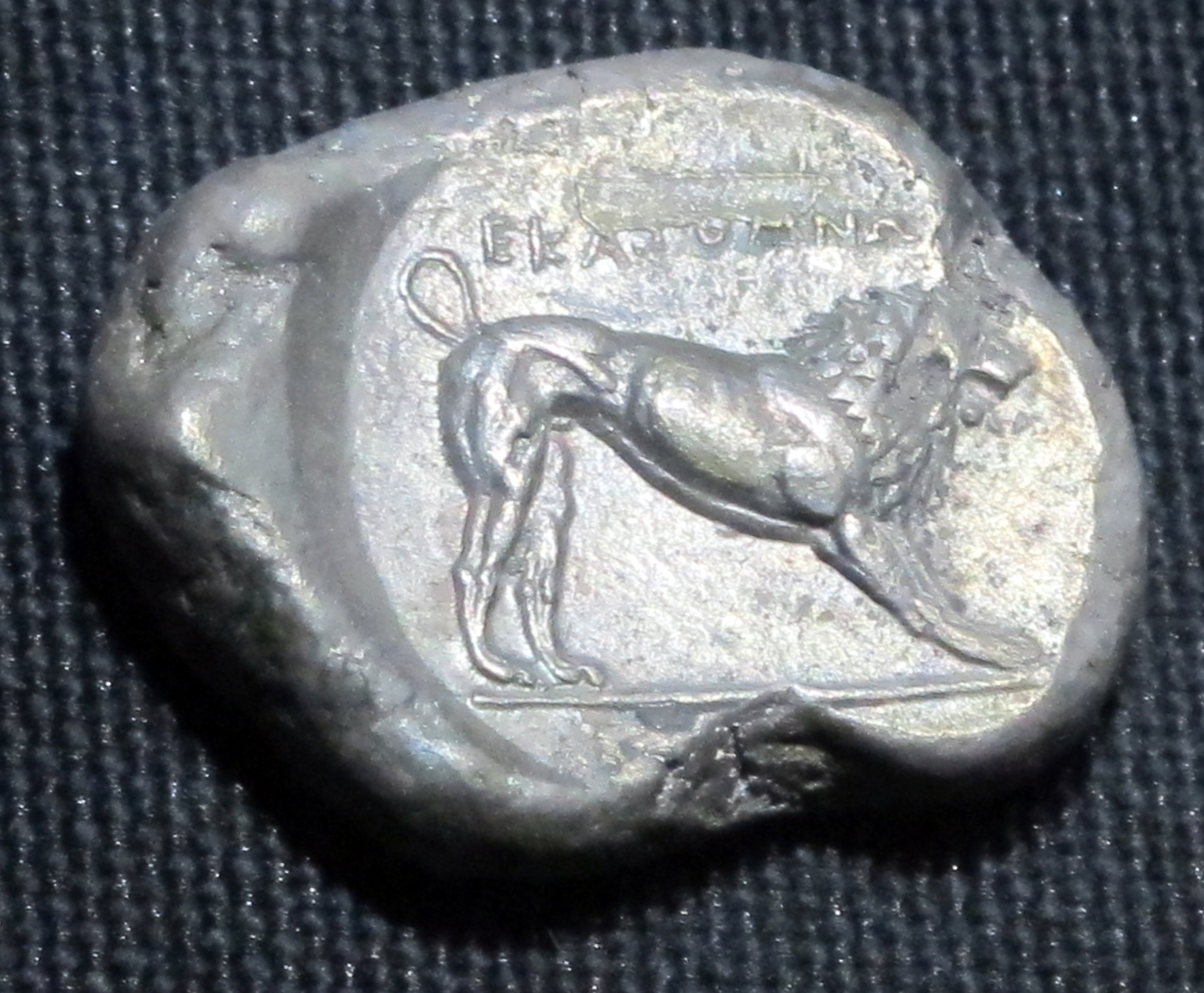
Münze des Hekatomnos (Museum für Unterwasserarchäologie in Bodrum)

Hekatomnos von Mylasa (altgriechisch Ἑκατόμνος Hekatómnos; * vor 400; † um 376 v. Chr.) war ein antiker Herrscher in Karien (an der Südwestküste der heutigen Türkei). Er regierte zwischen 392 und 376 v. Chr. und war der Begründer der karischen Dynastie der Hekatomniden. Seine Söhne waren Maussolos (berühmt für sein Grabmal Mausoleum von Halikarnassos), Idrieus und Pixodaros, seine Töchter Artemisia II. und Ada; über seine Ehefrau und Mutter der Kinder ist nichts bekannt.

## Leben
Der Vater von Hekatomnos war Hyssaldomos, Priesterkönig der karischen Stadt Mylasa (heutiges Milas). Ihn erhob der persische König Artaxerxes II. um 392 v. Chr. zum Satrap (Provinz-Statthalter) über einen Teil des Reiches und befahl ihm, eine Armee aufzustellen. Zusammen mit Autophradates, Satrap des benachbarten Lydien, sollte er dann gegen den Rebellenführer Euagoras ziehen, der ein vereinigtes Zypern anstrebte. Doch die Seeschlacht war nicht erfolgreich. Gerüchte besagten, dass Hekatomnos seinem Feind finanzielle Unterstützung angeboten haben soll. Der deutsche Historiker Johann Gustav Droysen (1808–1884) betonte, dass Hekatomnos „nur dem Namen nach persischer Satrap“ gewesen sei, aber ansonsten „so gut wie unabhängig“.
Trotzdem wurde Hekatomnos von Artaxerxes die Herrschaft über Milet übergeben, der größten griechischen Ansiedlung in Kleinasien. Wie auch sein Sohn Maussolos war Hekatomnos sehr von der Kultur der Griechen beeindruckt und sandte seinen jüngsten Sohn Pixodaros nach Athen. Doch seine Religion war immer die der Karer. Auf Münzen, die er prägen ließ, finden sich Abbildungen des karischen Hauptgottes Zeus Labraundos, dessen Heiligtum in Labraunda stand.
Dem athenischen Rhetoriker Isokrates (436–338 v. Chr.) zufolge soll Hekatomnos eine Rebellion gegen den König des Achämenidenreiches geplant haben. Allerdings starb Hekatomnos (um 376 v. Chr.), bevor er seine Pläne ausführen konnte, und wurde von seinem ältesten Sohn Maussolos abgelöst, der in einer der damals üblichen Geschwisterehen seine um ein Jahr ältere Schwester Artemisia II. heiratete.
Das von Hekatomnos begründete Herrscherhaus sollte Karien noch mehr als ein halbes Jahrhundert regieren.